# Penatih Dangin Puri
Penatih Dangin Puri is een bestuurslaag in het regentschap Denpasar van de provincie Bali, Indonesië. Penatih Dangin Puri telt 6894 inwoners (volkstelling 2010).